# Dear Fox
Dear Fox is een Vlaamse musical uit 1990, geproduceerd door het Koninklijk Ballet van Vlaanderen. De musical is een vrije interpretatie van de gekende verhalen van de vos Reynaert. De musical toerde door verschillende theaters in Nederland en België tot en met het theaterseizoen 1991-1992. Hoofdrollen waren weggelegd voor Bill van Dijk en Vera Mann.

## Verhaal
Er heerst chaos in het dierlijke mensenrijk. Iedereen wantrouwt iedereen en steelt van iedereen. Er is corruptie, perversie, bedrog, machtswellust. Zo begint een nieuw Reynaertverhaal gebaseerd op het episch dierdicht uit de middeleeuwen.

## Cast
| Personage      | Acteur                              |
| -------------- | ----------------------------------- |
| Reinaert       | Bill van Dijk                       |
| Hersinde       | Marloes van den Heuvel              |
| Grimbeert      | Daan van den Durpel                 |
| Bruun          | Marc Meersman                       |
| Hermelijn      | Linda Lepomme en An Lauwereins      |
| Ruckenau       | Vera Mann                           |
| Koning Nobel   | Leslie De Gruyter                   |
| Koningin Leona | Brigitte Derks                      |
| Tybert         | Lulu Aertgeerts                     |
| Buba           | Mona Alleman                        |
| Pinte          | Myriam Bronzwaar en Hilde Vanhulle  |
| Courtois       | Chris Corens                        |
| Kuu            | Kim Claesswinnen                    |
| Sproet, Lure   | Ruth de Bruyne                      |
| Belijn         | Walter de Coninck en Ernst van Looy |
| Forcondet      | Paul Maes                           |
| Butseel        | Wanda Joosten                       |
| Panser         | John Desmet                         |
| Cleenbejag     | Miguel Espin                        |
| Coppe, Criel   | Hilde Gijsbrechts                   |
| Kuwaart        | David Verbeeck                      |
| Bafama         | Hilde Weber                         |

Tijdens het seizoen werden de rollen van Reinaert en Ruckenau vertolkt door respectievelijk Gerardo Jack en Léonce Wapelhorst. Dit vanwege het feit dat Bill van Dijk en Vera Mann deel uitmaakten van de cast van  Les Misérables.

## Creatives
- Regie - Eddy Habbema
- Muziek - Dirk Stuer
- Script - Daniël Ditmar
- Muzikale Leiding - Max Smeets
- Choreografie - Yen Stolk
- Decorontwerp - Karina Lambert
- Kostuumontwerper - Erna Siebens
- Grime - Jean-Paul Pollet
- Lichtontwerp - Jaak Van de Velde

Oorspronkelijk was de regie in handen van Achiel Van Malderen, hij werd laattijdig in het repetitieproces vervangen door Eddy Habbema

## Liedjes
1. Ouverture
2. De chaos
3. De gouden stem
4. Het verboden geluid
5. Dear fox
6. Dies Irae
7. De ruzie
8. Anders dan anders
9. De erogene zone
10. Lees de toekomst
11. Honing, Honing
12. Liefde en trouw
13. Mijn eigen tempo
14. Op Jacht
15. Het laatste uur
16. De schat
17. Het visioen
18. Taboe
19. Gloria Fox Gloria

- Er verscheen een castalbum van deze musical.

'14-'18 · '40-'45 (België) · '40-'45 (Nederland) · De 3 Biggetjes · 3 Musketiers · Aida · Alice in Wonderland · A xXxmas Carola · Anatevka · Assepoester · Belle en het Beest · Billie Holiday · Bloedbroeders · The Bodyguard · Cabaret · Camelot · Cats · Chicago · Ciske de Rat · Cyrano de Bergerac · De Schone van Boskoop · Daens · Dirty Dancing · Doe Maar! · Domino · Doornroosje · Dracula · Drood · Elisabeth · Evita · Fame · De Finale · Flashdance · Foxtrot · Goodbye, Norma Jeane · Grease · Hair · High School Musical · De Jantjes · Jekyll & Hyde · Jersey Boys · Jesus Christ Superstar · Kadanza · De kleine zeemeermin · Koning van Katoren · Kruimeltje · Kuifje: De Zonnetempel · Kunt u mij de weg naar Hamelen vertellen, mijnheer? · The Last Five Years · Lelies · The Lion King · The Little Mermaid · Love Story · Lover of Loser · Mamma Mia! · De man van La Mancha · Mary Poppins · Les Misérables · Miss Saigon · Muerto! · De Muze van Rubens · My Fair Lady · On Your Feet! · Op hoop van Zegen · Oorlogswinter · The Passion · Pauline & Paulette · The Phantom of the Opera · Pinokkio · Red Star Line · Rembrandt · Robin Hood · Romeo en Julia, van Haat tot Liefde · De Rozenoorlog · Shhh...it happens! · Shrek · Soldaat van Oranje · Spring Awakening · De sprookjesmusical Klaas Vaak · Sneeuwwitje · The Sound of Music · Tarzan · Titanic · Turks fruit · Urinetown · De Vliegende Hollander · Wat Zien Ik?! · Wicked · The Wild Party · The Wiz · Wickie de viking de musical
    Portaal Musical